# Llista de llocs d'enterrament als Països Catalans de sants i altres persones venerades
Aquesta llista de llocs d'enterrament de sants, beats, etc. indica on es troben les tombes de persones venerades al cristianisme (sants, beats, venerables i servents de Déu, janeri cossos sants) que es poden trobar en llocs de l'ambit catalanoparlant. Només s'hi llisten llocs on es guarden cossos sencers o parts importants del cos (no s'hi llisten relíquies, ja que la llista esdevindria inacabable). En ésser objecte de culte per part dels fidels, aquests llocs on han estat enterrats o que conserven part de les seves restes han esdevingut centres de pelegrinatge i d'especial devoció.
| Jurisdicció                    | Municipi                                         | Lloc | Persona | Títols | Notes | Sepulcre | Imatge exterior                                                          |  |
| ------------------------------ | ------------------------------------------------ | --- | --- | --- | --- | --- | ------------------------------------------------------------------------ |  |
| L'Alguer                       |                                                  | | | | | |                                                                          |  |
|                                | L'Alguer                                         | Catedral | Sant Donacià de Roma màrtir | Cos sant | A la capella de l'Esperit Sant, en una urna de vidre | Foto del cos                                                                                                   |                                                                          |  |
|                                |                                                  | | Crani d'un dels Sants Innocents | Cos sant | A la capella de la Mare de Déu de Montserrat | Foto de la capella                                                                                             |                                                                          |  |
| Balears                        |                                                  | | | | | |                                                                          |  |
| Eivissa                        | Eivissa                                          | Sant Cristòfor (Canongesses Lateranenques de Sant Agustí)                                                            | Encarnación Cerón Ayuela | Serventa de Déu, monja | | Capella | Monestir                                                                 |  |
| Mallorca                       | Campos                                           | Germanes del Sagrat Cor                                                                                              | Sebastiana Lladó i Sala | Venerable, fundadora | | Capella; al mur esquerre, làpida amb la tomba Arxivat 2023-05-26 a Wayback Machine.                            | Convent                                                                  |  |
|                                | Costitx                                          | Església | Margalida Amengual i Campaner, Na Cativa | Venerable | Al presbiteri | Presbiteri; al mur de l'esquerra, làpida amb la tomba                                                          | Església                                                                 |  |
|                                | Inca                                             | Monestir de Sant Bartomeu                                                                                            | Clara Andreu i Malferit | Serventa de Déu | | Sepulcre | Església                                                                 |  |
|                                | Palma                                            | Agustines Germanes de l'Empar. Oratori de la Casa Mare                                                               | Sebastià Gili i Vives | Venerable | | Oratori; al terra, en primer pla, làpida de la tomba                                                           |                                                                          |  |
|                                |                                                  | Caputxins Bastió d'En Sanoguera, 3                                                                                   | Eduard Bonnín i Aguiló | Servent de Déu | | Tomba |                                                                          |  |
|                                |                                                  | Col·legi de Montsió                                                                                                  | Alonso Rodríguez Gómez | Sant, llec jesuïta | | Foto del sepulcre                                                                                              |                                                                          |  |
|                                |                                                  | Convent de la Concepció                                                                                              | Catalina Maura i Pou | Serventa de Déu, monja agustina | | |                                                                          |  |
|                                |                                                  | Església de la Missió (Paüls)                                                                                        | Pere Borguny i Castelló | Servent de Déu, paül màrtir | | |                                                                          |  |
|                                |                                                  | Nostra Senyora del Socors                                                                                            | Maurici Proeta | Beat | Restes no localitzades | |                                                                          |  |
|                                |                                                  | Palau de l'Almudaina                                                                                                 | Pràxedes de Roma | Santa | A la capella de Santa Aina, en una urna a la capella lateral | |                                                                          |  |
|                                |                                                  | Puresa de Maria. Casa Mare C. Puresa, 12                                                                             | Alberta Giménez i Adrover | Venerable i fundadora | | |                                                                          |  |
|                                |                                                  | Sagrats Cors | Joaquim Rosselló i Ferrà | Venerable | | |                                                                          |  |
|                                |                                                  | Sant Francesc | Ramon Llull | Servent de Déu, popularment beat | Sepulcre gòtic al presbiteri de l'església | Ramon Llull | Sant Francesc                                                            |  |
|                                |                                                  | Santa Magdalena | Caterina Tomàs i Gallard | Santa | | Antic sepulcre · Tomba actual                                                                                  |                                                                          |  |
|                                |                                                  | Santa Teresa de Jesús (Carmelites Descalces)                                                                         | Concepció d'Oleza Gualde Torrella (Concepció de Sant Jaume i Santa Teresa) | Serventa de Déu | A la cripta | |                                                                          |  |
|                                |                                                  | Seu de Mallorca. Capella dels Màrtirs                                                                                | Cabrit i Bassa | Sants (no canonitzats: devoció popular) | | | Seu de Mallorca. Capella dels Màrtirs                                    |  |
|                                |                                                  | Seu de Mallorca. Capella del Davallament                                                                             | Julià Font i Roig | Servent de Déu, dominic | | Sepulcre Arxivat 2016-08-19 a Wayback Machine.                                                                 |                                                                          |  |
|                                |                                                  | Zeladores del Culte Eucarístic. Casa Mare                                                                            | Miquel Maura i Montaner | Venerable, prevere i fundador | | |                                                                          |  |
|                                | Pollença                                         | Església de Santa Maria dels Àngels                                                                                  | Miquel Costa i Llobera | Servent de Déu, prevere | A la quarta capella del costat de l'Epístola | Tomba |                                                                          |  |
|                                | Sa Pobla                                         | Cementiri | Antoni Aguiló Valls | Servent de Déu, prevere | | |                                                                          |  |
|                                | Sencelles                                        | Convent de les Germanes de la Caritat                                                                                | Francinaina Cirer | Beata | | Foto del sepulcre                                                                                              | Convent de les Germanes de la Caritat                                    |  |
| Menorca                        | Ferreries                                        | Sant Bartomeu | Joan Huguet Cardona | Beat, prevere màrtir | En la primera capella de l'Epístola | |                                                                          |  |
| Catalunya                      |                                                  | | | | | |                                                                          |  |
| Alt Pirineu i Aran             |                                                  | | | | | |                                                                          |  |
| Alt Urgell                     | la Seu d'Urgell                                  | Catedral de la Seu d'Urgell                                                                                          | Sant Ermengol d'Urgell | Sant, bisbe d'Urgell | A l'Urna de Sant Ermengol, reliquiari d'argent del s. XVIII | Ermengol d'Urgell                                                                                              | Catedral de la Seu d'Urgell                                              |  |
|                                |                                                  | | Ot d'Urgell | Sant bisbe | Al transsepte, en el sagrari; restes provinents del monestir de Santa Maria de Gerri | Ot d'Urgell |                                                                          |  |
|                                |                                                  | | Just d'Urgell | Sant, bisbe d'Urgell | Tomba desapareguda i restes perdudes | |                                                                          |  |
|                                |                                                  | | Pere de Cadireta Ponç de Planella | Beats, dominics màrtirs | A una capella; restes portades des de Sant Domènec de la Seu després de 1835 | |                                                                          |  |
|                                |                                                  | | Bernat de Travesseres | Beat, dominic màrtir | A una capella, el sepulcre se'n perdé. Restes del sepulcre gòtic de fusta, pintat pel Mestre d'Estamariu, es conserva al Museu Diocesà d'Urgell | Bernat de Travesseres                                                                                          |                                                                          |  |
|                                |                                                  | | Josep Tàpies, Pasqual Aragoàs, Silvestre Arnau, Josep Boher, Francesc Castells, Pere Martret, Josep Joan Perot | Beats, preveres màrtirs en 1936 | A la cripta, sota el segon absis de l'Evangeli | Josep Tàpies, Pasqual Aragoàs, Silvestre Arnau, Josep Boher, Francesc Castells, Pere Martret, Josep Joan Perot |                                                                          |  |
|                                |                                                  | Sagrada Família d'Urgell. Casa Mare                                                                                  | Anna Maria Janer i Anglarill | Venerable, fundadora de les Germanes de la Sagrada Família d'Urgell                                                                                     | Portats en 1961 des del convent de la congregació a Talarn, on morí | Tomba | Sagrada Família d'Urgell                                                 |  |
| Baixa Cerdanya                 | Llívia                                           | Nostra Senyora dels Àngels                                                                                           | Guillem de Llívia | Sant, no canonitzat oficialment; probablement llegendari                                                                                                | | | Nostra Senyora dels Àngels                                               |  |
|                                | Puigcerdà                                        | Sant Domènec (dominics)                                                                                              | Arnau de Pinós | Beat, no beatificat oficialment | A la sala capitular, desapareguda; restes desaparegudes | | Església de Sant Domènec                                                 |  |
| Pallars Sobirà                 | Gerri de la Sal                                  | Peramea. Església de Sant Cristòfol                                                                                  | Els Martissants, dos dels Sants Innocents | Cossos sants | | Foto de l'església amb la capsa dels sants màrtirs Arxivat 2015-12-22 a Wayback Machine.                       | Peramea. Església de Sant Cristòfol                                      |  |
|                                |                                                  | Santa Maria de Gerri                                                                                                 | Ot d'Urgell | Sant, bisbe d'Urgell | Cenotafi, antic sepulcre del sant | Ot d'Urgell | Santa Maria de Gerri                                                     |  |
|                                | La Guingueta d'Àneu                              | Sant Beado. Ermita                                                                                                   | Beat de Cerbi | Sant, eremita | | | Ermita                                                                   |  |
| Val d'Aran                     | Salardú                                          | Cementiri | Joan Tomas i Gibert | Beat, prevere màrtir en 1936 | | | Cementiri                                                                |  |
| Àmbit metropolità de Barcelona |                                                  | | | | | |                                                                          |  |
| Anoia                          | Calaf                                            | Parròquia de S. Jaume                                                                                                | Calamanda | Santa, màrtir, una de les suposades companyes de Santa Úrsula; patrona de la vila                                                                       | A la cripta, construïda en 1649 | Calamanda | Parròquia de S. Jaume                                                    |  |
|                                | Igualada                                         | Casa Natal de Josep Tous (carrer de Sant Josep)                                                                      | Josep Tous i Soler | Beat, fundador de les Caputxines de la Mare del Diví Pastor                                                                                             | A la cripta | Foto del sepulcre                                                                                              | Casa natal                                                               |  |
|                                |                                                  | Santa Maria de la Pietat                                                                                             | Ignasi Casanovas Perramon | Beat màrtir | A la capella de S. Josep de Calassanç | | Vista lateral del Santuari de la Pietat d'Igualada                       |  |
|                                | Veciana                                          | Casal La Salle (antic noviciat dels Germans de les Escoles Cristianes) Ctra. Calaf a Sant Guim de Freixenet, Km. 5,9 | Narcís Serra i Rovira Raimon Eloi Antoni Tost i Llaberia Francesc Magí | Beats, religiosos màrtirs | A la cripta | Cripta Arxivat 2015-12-22 a Wayback Machine.                                                                   | Església Arxivat 2023-05-26 a Wayback Machine.                           |  |
| Baix Llobregat                 | Esplugues de Llobregat                           | Monestir de Santa Maria de Montsió (Dominiques)                                                                      | Josefina Sauleda i Paulís | Beata, màrtir | | | Monestir de Santa Maria de Montsió (Dominiques)                          |  |
|                                | Sant Boi de Llobregat                            | Parc Sanitari Sant Joan de Déu. Capella                                                                              | 26 màrtirs hospitalers de Sant Boi, Barcelona, Calafell i València | Beats, religiosos màrtirs | | Arxivat 2015-12-22 a Wayback Machine.                                                                          |                                                                          |  |
|                                | Sant Feliu de Llobregat                          | Catedral | Relíquies de Rarimi de Càller | Sant, màrtir; copatró de la vila | Portades en 1672 des de Càller | Catedral | Catedral                                                                 |  |
|                                | Olesa de Montserrat                              | Convent de les Mares Escolàpies                                                                                      | Paula Montal i Fornés | Santa, fundadora de les escolàpies | Sota l'altar de la capella | Paula Montal i Fornés                                                                                          | Convent de les Mares Escolàpies                                          |  |
| Barcelonès                     | Badalona                                         | Convent de Monges Clarisses de la Divina Providència                                                                 | Coloma Antònia Martí i Valls (Francesca de les Nafres de Jesús) | Venerable, monja | | |                                                                          |  |
|                                |                                                  | Santa Maria de Badalona                                                                                              | Anastasi de Lleida | Sant llegendari, màrtir, patró de la ciutat | Altar propi des de 1635; preteses restes trobades en 1896 al suposat lloc de martiri del sant | | Santa Maria                                                              |  |
|                                | Ciutat Vella de Barcelona                        | Catedral de Barcelona                                                                                                | Eulàlia de Barcelona | Santa llegendària, màrtir i patrona de la ciutat | A la cripta, en un sepulcre del s. XIII; se'n conserva el sepulcre anterior | Eulàlia de Barcelona                                                                                           | Catedral de Barcelona                                                    |  |
|                                |                                                  | | Sever de Barcelona | Sant llegendari, bisbe de Barcelona (inexistent), màrtir i patró de la ciutat                                                                           | Arqueta italiana de fusta i ivori amb relleus, del s. XIV, a la sagristia; les relíquies, portades en 1403 des del Monestir de Sant Cugat del Vallès, desaparegueren en 1808 durant l'ocupació napoleònica. | Sever de Barcelona                                                                                             |                                                                          |  |
|                                |                                                  | | Oleguer de Barcelona | Sant, bisbe de Barcelona i Tarragona | A la Capella del Santíssim; tapa del sepulcre del s. XIV i arca del xvii, esculpides per Pere Ça Anglada i Joan Grau, respectivament; cambril amb urna de vidre, amb el cos incorrupte del sant | Oleguer de Barcelona                                                                                           | Crist de Lepant i sepulcre de Sant Oleguer                               |  |
|                                |                                                  | | Ramon de Penyafort | Sant, dominic | A la capella de Sant Ramon; sepulcre gòtic i làpida amb efígie del sant, procedents del Convent de Santa Caterina, on foren fins al 1835 | Ramon de Penyafort                                                                                             |                                                                          |  |
|                                |                                                  | | Un dels Sants Innocents | Cos sant | A l'altar de la capella dels Sants Innocents i les Ànimes del Purgatori, en una arqueta del s. XVI; relíquies retirades del culte | Un dels Sants Innocents · Un dels Sants Innocents                                                              |                                                                          |  |
|                                |                                                  | | Constança de Sicília | Beata, reina consort | En un sepulcre nou, per Frederic Marès, al mur del transsepte; restes procedents del Convent de Sant Francesc de Barcelona, on foren fins al 1835 | Constança de Sicília                                                                                           |                                                                          |  |
|                                |                                                  | | Manuel Irurita Almandoz | Servent de Déu, bisbe | En la Capella del Sant Crist de Lepant, al terra, davant l'altar | |                                                                          |  |
|                                |                                                  | Església de la Mercè                                                                                                 | Maria de Cervelló | Santa, fundadora de les mercedàries | Cos traslladat a l'església en 1380; el sepulcre original, de fusta, és al Museu Diocesà de Barcelona. Les restes són a l'altar de la santa, en una urna d'argent de 1692. | Maria de Cervelló                                                                                              | Església de la Mercè                                                     |  |
|                                |                                                  | Església del Pi | Josep Oriol | Sant, prevere | | Josep Oriol | Església del Pi                                                          |  |
|                                |                                                  | Museu Diocesà de Barcelona                                                                                           | Arqueta de Sant Cugat | Sant i màrtir | Arqueta del s. XIII, buida; les relíquies són a la cripta de Santa Maria del Mar (Barcelona) | Arqueta de Sant Cugat · Arqueta de Sant Cugat                                                                  | Museu Diocesà (Pia Almoina)                                              |  |
|                                |                                                  | | Sarcòfag de Maria de Cervelló | Santa i fundadora | Arca de fusta del s. XIV, buida, primer sarcòfag de la santa; les relíquies són a la Basílica de la Mercè, en una arca d'argent | Sarcòfag de Maria de Cervelló                                                                                  |                                                                          |  |
|                                |                                                  | Museu d'Història de Barcelona                                                                                        | Agnès de Peranda i Clara de Janua | Serventes de Déu, clarisses | Làpida de l'antiga tomba (on foren sebollides fins al 1715), procedent del convent de Santa Clara de Barcelona, amb el número d'inventari 16279; les restes, a Sant Benet de Montserrat | |                                                                          |  |
|                                |                                                  | Sant Agustí Nou | Madrona Clarina i Colomer | Serventa de Déu | Restes portades des de Sant Agustí Vell | Madrona Clarina i Colomer                                                                                      | Sant Agustí Nou                                                          |  |
|                                |                                                  | Sant Pau del Camp | Relíquia de sant Galderic | Sant, laic | Originalment a Sant Martí del Canigó, una part fou duta al monestir barceloní en 1654, i l'altra restà al monestir fins al 1781, quan foren portades a la catedral de Perpinyà. En 1909 les de Barcelona desaparegueren. En 2013, la diòcesi d'Elna-Perpinyà donà al monestir barceloní la relíquia d'un os, que s'hi instal·là l'octubre del mateix any.                | Urna de la relíquia Arxivat 2021-08-30 a Wayback Machine.                                                      | Sant Pau del Camp                                                        |  |
|                                |                                                  | Sant Sever | Sever de Barcelona | Sant llegendari, bisbe de Barcelona (inexistent), màrtir i patró de la ciutat                                                                           | Relíquia d'un os, arribada en el s. XVII des de Sant Cugat; és l'única conservada a la ciutat després de l'ocupació napoleònica, quan desaparegueren les de la catedral | Sant Sever | Sant Sever                                                               |  |
|                                |                                                  | Santa Anna | Daniel de Barcelona | Sant, no canonitzat, probablement llegendari | Restes portades en 1423 i desaparegudes després de 1835; l'urna d'alabastre, amb jaient del segon quart del s. XV, desaparegué en 1936 | Daniel de Barcelona                                                                                            | Santa Anna                                                               |  |
|                                |                                                  | | Ramon Balcells i Masó | Venerable, laic, afusellat durant la Guerra civil | Al claustre, vora l'entrada de l'església. Restes portades en 1943 des de Gavet de la Conca al Cementiri del Poble Nou --a un nínxol dels germans Cunill i Bastús (Francesc Xavier Cunill i Bastús fou mort amb Balcells)--, i en 2012 a l'indret actual. | |                                                                          |  |
|                                |                                                  | Santa Maria de Montalegre                                                                                            | José María Hernández Garnica | Servent de Déu, sacerdot de l'Opus Dei | A la capella del Santíssim, des de 2011, quan es traslladen les restes des del Cementiri de Montjuïc. | |                                                                          |  |
|                                |                                                  | Santa Maria del Mar                                                                                                  | Cugat | Sant, màrtir | En una arqueta, còpia de l'original, a l'antiga capella de Sant Aleix (primera del presbiteri a la part de l'Evangeli); restes procedents de Sant Cugat del Rec on arribaren en 1835 des del monestir de Sant Cugat del Vallès. L'arqueta original, del s. XIV, és al Museu Diocesà de Barcelona.                                                                        | Cugat | Santa Maria del Mar                                                      |  |
|                                |                                                  | Sants Just i Pastor                                                                                                  | Pacià de Barcelona | Sant, bisbe de Barcelona | A l'altar de la capella de Sant Pacià | Pacià de Barcelona                                                                                             | Sants Just i Pastor                                                      |  |
|                                | Barcelona - Eixample                             | Temple Expiatori de la Sagrada Família                                                                               | Antoni Gaudí | Venerable, laic | A la cripta, en la capella del Carme | Antoni Gaudí                                                                                                   | Sagrada Família                                                          |  |
|                                |                                                  | | Gil Parés i Vilasau | Venerable, prevere i màrtir | A la cripta, en la capella del Crist; restes portades l'11 de març de 2011 | Gil Parés i Vilasau                                                                                            |                                                                          |  |
|                                | Barcelona - Gràcia                               | Cottolengo del Pare Alegre Carretera del Carmel, 14                                                                  | Jacint Alegre i Pujals | Servent de Déu, prevere jesuïta | | | Cottolengo del Pare Alegre                                               |  |
|                                |                                                  | Franciscanes de la Nativitat (Darderes) C. de Sors 67                                                                | Isabel Ventosa i Roig | Serventa de Déu fundadoras de les Darderes | | |                                                                          |  |
|                                |                                                  | Germanes Carmelites Tereses de Sant Josep. Casa Mare C. de Verntallat, 1-3                                           | Teresa Guasch i Toda Teresa Toda i Juncosa | Venerables fundadores de les Germanes Carmelites Tereses de Sant Josep                                                                                  | Mare i filla | |                                                                          |  |
|                                |                                                  | Immaculat Cor de Maria C. de S. Antoni M. Claret, 47                                                                 | Jaume Clotet i Fabrés | Venerable, prevere | Fins al 1960, al Cementiri del Poblenou | Jaume Clotet i Fabrés                                                                                          | Església de l'Immaculat Cor de Maria                                     |  |
|                                |                                                  | Santuari de Sant Josep de la Muntanya                                                                                | Petra de Sant Josep (Ana Josefa Pérez Pulido) | Beata, fundadora de la Congregació de les Mares de Desemparats i Sant Josep de la Muntanya                                                              | Sebollida al cementiri de Montjuïc, les restes foren traslladades a Sant Josep; durant la Guerra civil espanyola, les restes desaparegueren. En 1952 se sabé que havien estat robades i enterrades a un camp de Puçol (València), on es trobaren en 1983 i d'on tornaren a posar-se al Santuari de Sant Josep de la Muntanya. Són a la capella de l'entrada al santuari. | Capella de la beata                                                                                            | Santuari de Sant Josep de la Muntanya                                    |  |
|                                | Barcelona - Horta-Guinardó                       | Convent de la Visitació (Serventes de la Passió) C. de Llobet i Vall Llosera, 14                                     | Teresa Gallifa i Palmarola | Venerable, fundador de les Serventes de la Passió | | | Convent de la Visitació                                                  |  |
|                                |                                                  | Escola Regina Carmeli (Germanes Carmelites de Sant Josep) C. d'Eduard Toda, 37                                       | Rosa Ojeda i Creus | Venerable, fundadora de les Germanes Carmelites de Sant Josep                                                                                           | | | Col·legi Arxivat 2015-12-22 a Wayback Machine.                           |  |
|                                | Barcelona - Les Corts                            | Monestir de Pedralbes                                                                                                | Delfina de Pedralbes | Serventa de Déu, clarissa; venerada com a beata a la comunitat                                                                                          | Sebollida al claustre | | Monestir de Pedralbes                                                    |  |
|                                |                                                  | | Pedro del Campo | Servent de Déu, llec franciscà observant | Abans de 1808, a Santa Maria de Jesús (Barcelona) | |                                                                          |  |
|                                |                                                  | Oratori Bonaigua (Col·legi Major Bonaigua) C. Jiménez Iglesias, 1                                                    | Montserrat Grases i García | Venerable, laica, membre de l'Opus Dei | | Cripta i tomba                                                                                                 |                                                                          |  |
|                                | Barcelona - Nou Barris                           | Cementiri de Sant Andreu                                                                                             | Narcís Sitjà i Basté | Beat, sacerdot dels Fills de la Sagrada Família, màrtir en 1936                                                                                         | | |                                                                          |  |
|                                |                                                  | | Antoni Forns i Carulla | Servent de Déu, sacerdot màrtir en 1936 | En l'ossari general | |                                                                          |  |
|                                | Barcelona - Sant Andreu                          | Sant Josep Manyanet (Col·legi Jesús, Maria i Josep) (Sant Andreu) C. de S. Sebastià, 47                              | Josep Manyanet i Vives | Sant, fundador dels Fills de la Sagrada Família i les Missioneres Filles de la Sagrada Família de Natzaret                                              | | \| | Col·legi Jesús, Maria i Josep (Sant Andreu)                              |  |
|                                |                                                  | | Jaume Puig i 19 companys màrtirs Fills de la Sagrada Família | Beats màrtirs | Membres de la congregació de Manyanet, morts en 1936; al panteó | Panteó |                                                                          |  |
|                                |                                                  | | Magí Morera i Feixas | Venerable | Superior de la congregació de Manyanet; al panteó | Panteó |                                                                          |  |
|                                | Barcelona - Sant Martí                           | Cementiri del Poblenou                                                                                               | Encarnació Colomina i Agustí | Serventa de Déu, fundadora de les Missioneres Filles de la Sagrada Família de Natzaret                                                                  | Al Dep. I, illa 2a, núm. 477 | |                                                                          |  |
|                                |                                                  | | Rosa Deulofeu i González | Serventa de Déu, laica | Al Dep. I, illa 3a, nínxol preferent 66 | |                                                                          |  |
|                                | Barcelona - Sants-Montjuïc                       | Cementiri de Montjuïc                                                                                                | Josep Padrell i Navarro François-Benjamin May (Germà Lycarion) Jaume Llonch i Solà Consol Puig i Querol Facunda Margenat i Roura | Beat, prevere màrtir Servent de Déu, marista màrtir Servent de Déu, prevere màrtir Serventa de Déu, laica màrtir Beata, Religiosa de Sant Josep, màrtir | Sebollits al fossar comú | | Cementiri de Montjuïc                                                    |  |
|                                |                                                  | | Mercè Diéguez i Foguet Francesc Diéguez i Foguet | Venerables màrtirs | Via Sant Jordi, agrupació 7a | |                                                                          |  |
|                                |                                                  | | Francesc de Paula Parés i Iglesias | Venerable màrtir | A l'ossari des de 1986 | |                                                                          |  |
|                                |                                                  | Museu Nacional d'Art de Catalunya                                                                                    | Urna de Sant Càndid de Tebes | Sant i màrtir | Arqueta del s. XIII, buida; les relíquies desaparegueren en 1835. Fins llavors, es conservà al Monestir de Sant Cugat del Vallès | Urna de Sant Càndid de Tebes                                                                                   | Museu Nacional d'Art de Catalunya                                        |  |
|                                |                                                  | Santa Madrona (Poble Sec)                                                                                            | Madrona de Tessalònica | Santa, màrtir | Restes cremades en 1909; només se'n conserva una relíquia. S'hi portaren en 1888 des de Sant Miquel, on havien arribat en 1835 des del convent caputxí de Santa Madrona | Madrona de Tessalònica                                                                                         | Santa Madrona (Poble Sec)                                                |  |
|                                | Barcelona - Sarrià - Sant Gervasi                | Caputxins de Sarrià                                                                                                  | Màrtirs Caputxins de Catalunya | Beats, caputxins màrtirs en 1936 | En una urna a l'església, amb les restes de nou dels 25 màrtirs (la resta no se n'ha trobat) | |                                                                          |  |
|                                |                                                  | Cementiri de Sarrià                                                                                                  | Jaume Gascón i Bordàs (Jaume de Santa Teresa) | Beat, carmelita descalç, màrtir | Al nínxol d'una família amiga | |                                                                          |  |
|                                |                                                  | Col·legi Casa Nostra C. S. Pere Claver, 2                                                                            | Magdalena Aulina i Saurina | Servent de Déu, fundadora de l'Institut Secular d'Operàries Parroquials                                                                                 | A la capella; el col·legi és la casa general de les Operàries | |                                                                          |  |
|                                |                                                  | Col·legi de les Teresianes. Capella (Companyia de Santa Teresa de Jesús)                                             | Mercè Prat | Beata; teresiana, afusellada en començar la Guerra civil                                                                                                | A l'altar de la capella del costat de l'Epístola | Mercè Prat · Capella amb la tomba de Mercè Prat                                                                | Col·legi de les Teresianes. Capella (Companyia de Santa Teresa de Jesús) |  |
|                                |                                                  | Immaculada i Santa Teresa (Carmelites Descalces) C. Immaculada, 37-45                                                | Braç i mà de Caterina de Crist (Catalina de Balmaseda y San Martín) | Serventa de Déu, carmelita descalça | La resta del cos fou portada en 1604 al convent carmelita de Pamplona | | Monestir Arxivat 2016-09-17 a Wayback Machine.                           |  |
|                                |                                                  | Monestir de l'Encarnació (Carmelites Calçades) C. de Panamà, 12                                                      | María Cristina Alonso (Maria de l'Eucaristia) | Serventa de Déu, carmelita | | | Monestir Arxivat 2015-12-22 a Wayback Machine.                           |  |
|                                |                                                  | Religioses de Maria Immaculada (Claretianes) Gran de Sarrià, 169                                                     | Teresa Albarracín Pascual | Venerable, claretiana | En una urna de vidre, al presbiteri de la capella | |                                                                          |  |
|                                |                                                  | Sant Vicenç de Sarrià                                                                                                | Pere Tarrés i Claret | Beat, prevere | | Pere Tarrés i Claret                                                                                           | Sant Vicenç de Sarrià                                                    |  |
|                                |                                                  | Santa Maria Auxiliadora Pg. de S. Joan Bosco, 74                                                                     | Dorotea de Chopitea | Venerable | | Dorotea de Chopitea                                                                                            | Santa Maria Auxiliadora (Sarrià, passeig de S. Joan Bosco, 74)           |  |
| Maresme                        | Arenys de Mar                                    | Parròquia de Santa Maria                                                                                             | Zenó de Roma | Sant, màrtir; patró de la vila des del s. XVII | Relíquies portades des de Santa Maria Scala Coeli (Roma) en 1584 | Zenó de Roma                                                                                                   | Parròquia de Santa Maria                                                 |  |
|                                | Argentona                                        | Institut de Franciscanes Missioneres de la Immaculada Concepció                                                      | Anna Maria Ravell i Barrera | Serventa de Déu, fundadora de les Missioneres de la Immaculada                                                                                          | | |                                                                          |  |
|                                | Canet de Mar                                     | Cementiri | Màrtirs de Canet Antonio Arribas, Abundio Martín, José Vergara, Josep Oriol Isern, Gumersindo Gómez, Jesús Moreno, José del Amo | Servents de Déu, Missioners del Sagrat Cor, màrtirs en 1936                                                                                             | | |                                                                          |  |
|                                | El Masnou                                        | Església de Sant Pere                                                                                                | Joan Roig i Diggle | Beat, màrtir en la Guerra Civil | A l'altar de la capella de la Mare de Déu del Carme | | Església de Sant Pere del Masnou                                         |  |
|                                | Mataró                                           | Basílica de Santa Maria de Mataró                                                                                    | Juliana i Semproniana | Santes, màrtirs, patrones de la ciutat des de 1852 | A l'església n'arribà una part dels cossos en 1772, procedent del Monestir de Sant Cugat del Vallès; en 1835, se n'hi portà la resta. | Juliana i Semproniana · Reliquiari de Juliana i Semproniana                                                    | Basílica de Santa Maria de Mataró                                        |  |
|                                |                                                  | | Desideri de Benevent | Sant, lector i màrtir | | |                                                                          |  |
|                                |                                                  | | Josep Samsó i Elias | Beat, prevere i màrtir | A la Capella de les Santes des de 2010 | Josep Samsó i Elias · Tomba del beat J. Samsó                                                                  | Capella de les Santes                                                    |  |
|                                | Pineda de Mar                                    | Cementiri | Antoni Doltra i Massaguer | Servent de Déu, prevere, màrtir en 1936 | En un nínxol; traslladat des de Palafolls en 1940 | | Cementiri Arxivat 2015-12-22 a Wayback Machine.                          |  |
| Vallès Occidental              | Montcada i Reixac                                | Cementiri | Agustí Mas i Folch | Servent de Déu, prevere i màrtir | A l'ossari des de 1987 | |                                                                          |  |
|                                | Rubí                                             | Església de Sant Pere                                                                                                | Josep Guardiet i Pujol | Beat, prevere i màrtir | A l'altar de la Mare de Déu de Montserrat | | Església de Sant Pere                                                    |  |
|                                | Sabadell                                         | Parròquia de Sant Fèlix                                                                                              | Gaietà Clausellas i Ballvé | Servent de Déu, màrtir | A la capella de la Mare de Déu de Montserrat; restes traslladades el 1957 des del cementiri | |                                                                          |  |
|                                | Sant Cugat del Vallès                            | Monestir de Sant Cugat                                                                                               | Sever de Barcelona | Sant llegendari, bisbe de Barcelona (inexistent), màrtir i patró de la ciutat                                                                           | Petita relíquia, única conservada des de la desaparició de la resta en 1835 | Sever de Barcelona                                                                                             | Monestir de Sant Cugat                                                   |  |
|                                |                                                  | | Cugat d'Àfrica | Sant i màrtir | Fins al 1835; arqueta amb relíquies traslladada llavors a Sant Cugat del Rec (Barcelona); avui, les relíquies són a Santa Maria del Mar (Barcelona) i l'arqueta al Museu Diocesà de Barcelona | |                                                                          |  |
|                                |                                                  | | Càndid de Tebes | Sant i màrtir | Relíquies desaparegudes en 1835; l'arqueta, del s. XIII, és al Museu Nacional d'Art de Catalunya (Barcelona) | |                                                                          |  |
|                                | Terrassa                                         | Necròpolis de les Esglésies de Sant Pere                                                                             | Nebridi d'Ègara | Sant, bisbe d'Ègara | En lloc desconegut actualment | | Esglésies de Sant Pere                                                   |  |
|                                |                                                  | Parròquia del Carme                                                                                                  | Antoni Ayet i Canós Àngel Presta i Batlle | Beats, màrtirs en 1936 | | | Tomba                                                                    |  |
| Vallès Oriental                | La Garriga                                       | Cementiri | Miguel Remón Salvador Alfonso López López | Beats, franciscans conventuals, màrtirs en 1936 | | |                                                                          |  |
| Camp de Tarragona              |                                                  | | | | | |                                                                          |  |
| Alt Camp                       | Fontscaldes                                      | Cementiri | Joaquim Balcells i Bosch | Beat, prevere i màrtir | | | Cementiri                                                                |  |
|                                | El Pla de Santa Maria                            | Cementiri | Pau Virgili i Monfa | Beat, prevere i màrtir en 1936 | | |                                                                          |  |
|                                | El Pont d'Armentera                              | Cementiri | Jaume Tarragó i Iglesias | Beat, prevere i màrtir en 1936 | | |                                                                          |  |
|                                | Valls                                            | Capella del convent de les Mínimes                                                                                   | Filomena Ferrer i Galzeran | Venerable | A la cripta | Sepulcre | Monestir                                                                 |  |
| Baix Camp                      | Reus                                             | Capella de les Missioneres Claretianes                                                                               | Maria Antònia París i Riera | Venerable, cofundadora de les Claretianes | A la cripta | Sepulcre |                                                                          |  |
|                                |                                                  | Cementiri de Reus | Ramon Artiga i Aragonès Josep Badia Minguella Jocund Bonet Mercadé Josep Bru Boronat Magí Civit i Roca Josep Civit i Timoneda Isidre Fàbregas i Gils Josep Garriga i Ferrer Josep Mañé i March Andreu Prats i Barrufet | Beats, preveres i màrtirs | Alguns a la fossa comuna; Garriga, al nínxol familiar | |                                                                          |  |
|                                | Riudoms                                          | Parròquia | Bonaventura Gran (Miquel Baptista Gran Peris) | Beat, fundador de la Riformella franciscana | A l'altar del Santíssim; cos portat en 1972 des de Sant Bonaventura al Palatí de Roma. | Bonaventura Gran (Miquel Baptista Gran Peris) · Bonaventura Gran                                               | Parròquia                                                                |  |
|                                | La Selva del Camp                                | Església de Sant Andreu                                                                                              | Francesc Crusats i Franch | Servent de Déu, màrtir | Restes procedents de la comunitat claretiana | Sepulcre | Església de Sant Andreu                                                  |  |
| Conca de Barberà               | Blancafort                                       | Cementiri | Isidre Torres i Balcells | Beat, prevere màrtir en 1936 | | |                                                                          |  |
|                                | La Guàrdia dels Prats (Montblanc)                | Sant Jaume | Pere Ermengol | Sant, mercedari màrtir | A la Capella de Sant Pere Ermengol, de 1702 | Pere Ermengol · Capella de Sant Pere Ermengol                                                                  | Sant Jaume                                                               |  |
|                                | Montblanc                                        | Cementiri municipal                                                                                                  | Josep Colom Alsina | Beat, prevere màrtir | | | Cementiri municipal                                                      |  |
|                                | Sarral                                           | Cementiri | Lluís Sans i Viñas | Beat, prevere màrtir en 1936 | | |                                                                          |  |
|                                | Vimbodí i Poblet                                 | Església de la Transfiguració (Vimbodí)                                                                              | Pau Roselló i Borgueres | Beat, prevere i màrtir | | | Església de la Transfiguració (Vimbodí)                                  |  |
|                                |                                                  | Monestir de Poblet                                                                                                   | Bernat, Gràcia i Maria d'Alzira | Sants, màrtirs | A la Capella de les Relíquies; desaparegudes en 1835, només hi ha una petita relíquia procedent de les que se'n conservaven a Alzira | | Monestir de Poblet                                                       |  |
|                                |                                                  | | Pere Marginet | Beat, no beatificat oficialment | A l'església, en lloc desconegut | |                                                                          |  |
|                                |                                                  | | Bartomeu Conill | Beat, no beatificat oficialment; abat de Poblet | A la sala capitular | Bartomeu Conill                                                                                                |                                                                          |  |
|                                |                                                  | | Jaume el Conqueridor | Venerat com a beat en l'Orde de la Mercè, en ésser-ne cofundador                                                                                        | Al Panteó Reial | Jaume el Conqueridor                                                                                           |                                                                          |  |
| Tarragonès                     | Creixell                                         | Cementiri | Francesc Vives i Antich | Beat, prevere i màrtir en 1936 | Restes portades en 1940 des de Torredembarra | |                                                                          |  |
|                                | El Morell                                        | Cementiri | Lluís Domingo i Mariné | Beat, prevere i màrtir | Al nínxol de la família | |                                                                          |  |
|                                | Sant Magí de Brufaganya                          | | Magí de Tarragona | Sant, eremita | Les restes no se'n trobaren | | Sant Magí de Brufaganya                                                  |  |
|                                | Tarragona                                        | Catedral de Tarragona                                                                                                | Fructuós, Auguri i Eulogi de Tarragona | Sants, màrtirs | Relíquies a l'altar de la Capella dels Sants Màrtirs. Sebollits a la necròpolis de Tàrraco, al s. VIII les restes foren portades al monestir de Sant Fruttuoso di Capadimonte (Itàlia). Una part fou portada, al s. XIV, a la catedral de Tarragona. | Fructuós, Auguri i Eulogi de Tarragona                                                                         | Catedral de Tarragona                                                    |  |
|                                |                                                  | | Cebrià de Tarragona | Sant, bisbe de Tarragona | A una arca de marbre al mur interior de l'absis, rere l'altar major | |                                                                          |  |
|                                |                                                  | | Bernat d'Olivella | Beat (venerat a l'Orde de la Mercè), bisbe de Tarragona                                                                                                 | Al terra del presbiteri | |                                                                          |  |
|                                |                                                  | | Manuel Borràs i Ferré | Beat, bisbe auxiliar de Tarragona i màrtir | Cenotafi a la cripta (les restes foren cremades) | Cripta |                                                                          |  |
|                                |                                                  | Cementiri de Tarragona                                                                                               | Miquel Vilatimó i Costa Josep Bru i Ralduà Francesc Company i Torrellas Joan Farriol i Sabaté Narcís Feliu i Costa Dalmau Llebaria i Torné Josep Masquef i Ferrer Josep Roselló i Sans | Beats, preveres i màrtirs | Vilatimó i Feliu, al panteó del Capítol de la Seu; altres a la fossa comuna; Masquef al nínxol familiar | |                                                                          |  |
|                                |                                                  | Convent de les Carmelites Missioneres Teresianes (Av. Estanislau Figueras, 31)                                       | Francesc Palau i Quer | Beat, fundador dels Carmelites Descalços Terciaris | Se’n conserven la tomba antiga i la nova, sota l'altar de la capella | Francesc Palau i Quer · Tomba de Francesc Palau i Quer                                                         |                                                                          |  |
|                                |                                                  | Convent dels Carmelites Descalços                                                                                    | Isidre Tarsà i Giribets Bonaventura Toldrà i Rodon Julio Alameda Camarero Lluís Domingo i Oliva | Beats, carmelites de l'ensenyament, màrtirs en 1936 | | Tomba |                                                                          |  |
|                                |                                                  | Església de Sant Agustí (Tarragona)                                                                                  | Frederic Vila Antoni Capdevila | Beats, claretians, màrtirs en 1936 | | |                                                                          |  |
| Catalunya Central              |                                                  | | | | | |                                                                          |  |
| Bages                          | Avinyó. Horta d'Avinyó                           | Santa Maria d'Horta                                                                                                  | Josefina Vilaseca i Alsina | Serventa de Déu, màrtir | Cos portat en 1968 des del cementiri del poble | |                                                                          |  |
|                                | Cardona                                          | Sant Miquel de Cardona                                                                                               | Celdoni i Ermenter | Sants, màrtirs | Les restes s'hi portaren en 1399 des del monestir de Cellers (Tolrà), on podrien haver arribat des del de Leire (Navarra) | Celdoni i Ermenter                                                                                             | Sant Miquel de Cardona                                                   |  |
|                                | Manresa                                          | Seu de Manresa. Cripta                                                                                               | Relíquies de Fructuós de Tarragona, Maurici d'Agaune i Agnès de Roma: els Cossos Sants | Sants, màrtirs | Portades en 1372 des de l'església de Sant Fruitós de Bages; el retaule de 1602, amb les restes dels sants, fou substituït el 1783 per un de nou, obra de Jaume Padró i Cots. | Relíquies de Fructuós de Tarragona, Maurici d'Agaune i Agnès de Roma: els Cossos Sants                         | Seu de Manresa. Cripta                                                   |  |
|                                |                                                  | Convent de les Caputxines                                                                                            | Àngela Margarida Prat | Venerable | Restes desaparegudes durant la Setmana Tràgica (1909); església enderrocada en 1936: de l'edifici, només en queda el claustre | |                                                                          |  |
|                                | Marganell                                        | Sant Benet de Montserrat                                                                                             | Agnès de Peranda i Clara de Janua | Serventes de Déu, clarisses | Restes portades des de Santa Clara de Barcelona, en 1952, i allí des de Sant Antoni i Santa Clara en 1715. | Sepulcre modern                                                                                                | Sant Benet de Montserrat                                                 |  |
|                                | Moià                                             | Parròquia de Santa Maria                                                                                             | Francesc Sagrera i Riera | Servent de Déu, escolapi | Cos portat en 2009 des del cementiri a l'església | | Parròquia de Santa Maria                                                 |  |
|                                | Monistrol de Montserrat                          | Santa Maria de Montserrat (Benedictins)                                                                              | Josep de Sant Benet o Fra Josep de les Llànties | Venerable | A la sagristia | | Santa Maria de Montserrat (Benedictins)                                  |  |
|                                |                                                  | | Àngel Rodamilans i Canals 20 monjos màrtirs de Montserrat | Beats, monjos màrtirs en 1936-1939 | Les restes d'onze monjos són a la cripta de la basílica | Àngel Rodamilans i Canals 20 monjos màrtirs de Montserrat                                                      |                                                                          |  |
|                                | Navarcles                                        | Parròquia | Suposades relíquies de Valentí de Terni | Sant, màrtir i bisbe de Terni | Portades des del monestir de Sant Benet de Bages en 1835 | Suposades relíquies de Valentí de Terni                                                                        | Parròquia                                                                |  |
|                                | Sant Feliu Sasserra                              | Església parroquial                                                                                                  | Relíquies de Pere Almató | Sant, màrtir | Úniques restes conservades (les altres, a Vic, desaparegueren en 1936) | Relíquies de Pere Almató                                                                                       | Església parroquial                                                      |  |
|                                | Sant Fruitós de Bages                            | Església parroquial de Sant Fruitós                                                                                  | Relíquies de Fructuós, Auguri i Eulogi de Tarragona | Sants, màrtirs | | |                                                                          |  |
| Berguedà                       | Viver i Serrateix                                | Santa Maria de Serrateix                                                                                             | Zenó, Víctor i Felícola de Serrateix Urbici de Nocito | Sants | A la capella sud, en tres urnes en un retaule | | Santa Maria de Serrateix                                                 |  |
| Osona                          | Gurb                                             | Cementiri | Joan Roca i Vilardell | Beat, prevere màrtir en 1936 | | |                                                                          |  |
|                                | les Masies de Roda                               | Monestir de Sant Pere de Casserres                                                                                   | Infant Sant de Casserres | Cos sant; culte popular, no oficial i prohibit en 1904                                                                                                  | En un nínxol a l'absis. Mòmia robada en 1966; retornada en 1989, avui és al Mas Pla de Roda, de la família propietatària del monestir llavors. | Infant Sant de Casserres                                                                                       | Monestir de Sant Pere de Casserres                                       |  |
|                                | Santa Eugènia de Berga                           | Sala-d'heures. Capella                                                                                               | Amància | Cos sant, màrtir de les catacumbes; portat de Roma en 1679, arriba a S. Eugènia en 1819                                                                 | | Urna amb les restes                                                                                            | Casa                                                                     |  |
|                                | Torelló                                          | Santuari de Rocaprevera                                                                                              | Fortià de Torelló | Cos sant, un dels Sants Innocents | | | Santuari de Rocaprevera                                                  |  |
|                                | Vic                                              | Capella de la Pietat                                                                                                 | Llucià i Marcià | Sants llegendaris, màrtirs, antics patrons de la ciutat                                                                                                 | | | Capella de la Pietat                                                     |  |
|                                |                                                  | Catedral de Vic | Bernat Calbó | Sant, bisbe de Vic | A la capella de Sant Bernat Calbó, en una urna d'argent del s. XVIII sota l'altar | Bernat Calbó                                                                                                   | Catedral de Vic                                                          |  |
|                                |                                                  | | Josep Torras i Bages | Venerable, bisbe | | Josep Torras i Bages                                                                                           |                                                                          |  |
|                                |                                                  | | Just de Vic Juan de Cetina i Pedro de Dueñas | Sant Beats | Restes desaparegudes en 1936, amb la urna que els contenia. Restes desaparegudes, probablement durant la construcció de la nova seu. | Cripta de la Catedral de Vic                                                                                   |                                                                          |  |
|                                |                                                  | Convent de les Dominiques de l'Anunciata                                                                             | Francesc Coll i Guitart Pere Almató | Sants | Restes d'Almató portades en 1888 i desaparegudes en 1936 | Sepulcre |                                                                          |  |
|                                |                                                  | Església de Sant Josep de les Josefines de la Caritat                                                                | Caterina Coromina | Venerable, fundadora de les Germanes Josefines de la Caritat                                                                                            | | |                                                                          |  |
|                                |                                                  | Mas Escorial. Oratori                                                                                                | Joaquima de Vedruna Paula Delpuig i Gelabert Anna Soler i Pi | Santa Venerable Serventa de Déu | | Joaquima de Vedruna Paula Delpuig i Gelabert Anna Soler i Pi                                                   | La casa                                                                  |  |
|                                |                                                  | Museu Episcopal de Vic                                                                                               | Urna dels sants Llucià i Marcià | Sants llegendaris, màrtirs, antics patrons de la ciutat                                                                                                 | Urna d'alabastre que, entre 1386 i 1657, va tenir les restes dels sants | Urna al museu                                                                                                  |                                                                          |  |
|                                |                                                  | Santa Clara | Carme Sala i Bigas | Serventa de Déu, monja dominica | | Benedicció de la tomba                                                                                         | Santa Clara                                                              |  |
|                                |                                                  | Serventes del Sagrat Cor. Casa Mare                                                                                  | Joan Collell i Cuatrecasas | Venerable, fundador de les Serventes del Sagrat Cor | | |                                                                          |  |
|                                |                                                  | Temple de Sant Antoni Maria Claret                                                                                   | Antoni Maria Claret i Clarà | Sant, bisbe i fundador | En una urna de fusta en la cripta, dins la qual es troba una de vidre amb el cos incorrupte | Urna actual Urna primitiva                                                                                     | Temple de Sant Antoni Maria Claret                                       |  |
|                                |                                                  | | Josep Arner Margalef, Josep Capdevila Portet, Josep Casals Badia, Miquel Codina Ventayol, Joan Codinach Espinalt, Miguel Facerías Garcés, Casto Navarro Martínez | Servents de Déu, claretians màrtirs en 1936 | A la cripta | |                                                                          |  |
| Comarques gironines            |                                                  | | | | | |                                                                          |  |
| Alt Empordà                    | Cadaqués                                         | Santa Maria | Andrés Díaz | Venerable, fundador | Sebollit a l'església, en lloc desconegut | Andrés Díaz | Santa Maria                                                              |  |
|                                | Lladó                                            | Santa Maria de Lladó                                                                                                 | Relíquia de Lambert de Lieja | Sant, bisbe | Arribada a Lladó la primera meitat del s. XIV | | Santa Maria de Lladó                                                     |  |
|                                | Vilabertran                                      | Santa Maria de Vilabertran                                                                                           | Pere Rigald | Servent de Déu | La tomba desaparegué en 1789 i el culte decaigué, perdent-se després de 1835 | | Santa Maria de Vilabertran                                               |  |
|                                | Vilamaniscle                                     | Parròquia | Juli Junyer i Padern | Beat, salesià, màrtir de la Guerra Civil | | |                                                                          |  |
| Garrotxa                       | Besalú                                           | Sant Pere | Prim i Felicià d'Agen Marí de Besalú Evidi i Patró de Besalú | Sants | Prim i Felicià, des de 977 a Besalú; poden ser, però, Prim i Felicià de Mentana. Restes desaparegudes en 1835; eren situades a l'altar major. | Prim i Felicià d'Agen Marí de Besalú Evidi i Patró de Besalú                                                   | Sant Pere                                                                |  |
|                                | Olot                                             | Sant Esteve | Enric Canadell i Quintana Lliberada Ferrarons | Beat Venerable | | | Sant Esteve                                                              |  |
|                                |                                                  | Casa Solà Morales. Capella                                                                                           | Santa Faustina | Cos sant, màrtir de les catacumbes | Restes desaparegudes en 1936 | Altar amb les restes                                                                                           |                                                                          |  |
|                                |                                                  | Convent de Missioneres Cor de Maria                                                                                  | Carme, Rosa i Magdalena Fradera i Ferragutcasas Joaquim Masmitjà i de Puig | Beates Venerable | | Sepulcre |                                                                          |  |
| Gironès                        | Celrà                                            | Sant Feliu | Sixt i Hou de Celrà | Sants, màrtirs | Relíquies destruïdes en 1936 | |                                                                          |  |
|                                | Girona                                           | Catedral de Girona                                                                                                   | Quatre Sants Màrtirs de Girona | Sants, màrtirs | Sepulcre esculpit al s. XIV, a la capella dels Sants Màrtirs | Quatre Sants Màrtirs de Girona                                                                                 | Catedral de Girona                                                       |  |
|                                |                                                  | | Amèlia de Girona | Santa màrtir | | |                                                                          |  |
|                                |                                                  | Cementiri de Girona                                                                                                  | Maria Gay i Tibau | Venerable | En una tomba al centre del cementiri | Tomba Arxivat 2015-12-22 a Wayback Machine.                                                                    |                                                                          |  |
|                                |                                                  | Convent de les Josefines                                                                                             | Francesc Xavier Butinyà i Hospital | Servent de Déu, fundador de les Filles de Sant Josep | | Sepulcre | Església de Sant Feliu                                                   |  |
|                                |                                                  | Església de Sant Feliu                                                                                               | Narcís de Girona | Sant llegendari, bisbe | Se’n conserva el sepulcre de 1328, per Jean de Tournai, i el nou, de 1729, a l'altar. Les restes desaparegueren en 1936 | Narcís de Girona · Capella de Sant Narcís                                                                      | Església de Sant Feliu                                                   |  |
|                                |                                                  | Monestir de Sant Daniel                                                                                              | Daniel d'Arle | Sant, màrtir | En un sepulcre de 1345, d'Aloi de Montbrai | Sepulcre |                                                                          |  |
|                                |                                                  | Sagrat Cor | Dalmau Moner | Beat, dominic | | | Sagrat Cor                                                               |  |
| Pla de l'Estany                | Banyoles                                         | Sant Esteve de Banyoles                                                                                              | Martirià d'Albenga | Sant, bisbe | Restes en una arqueta reliquiari del s. XV | Martirià d'Albenga                                                                                             | Sant Esteve de Banyoles                                                  |  |
|                                | Vilademuls. Sant Esteve de Guialbes              | Ermita de Sant Mer                                                                                                   | Mer de Banyoles | Sant | | | Ermita de Sant Mer                                                       |  |
| Ripollès                       | Camprodon                                        | Santa Maria | Pal·ladi d'Ambrun | Sant, bisbe d'Ambrun | Restes portades des del monestir de Sant Pere de Camprodon en 1835, i allí des d'Embrun. Reliquiari i arqueta d'orfebreria del s. XIV | Pal·ladi d'Ambrun                                                                                              | Santa Maria                                                              |  |
|                                | Ripoll                                           | Monestir de Santa Maria de Ripoll                                                                                    | Eudald de Ripoll | Sant, màrtir | Restes portades des d'Acs (França) a l'església de Sant Eudald (Ripoll) en 978; en 1939, portades a Santa Maria de Ripoll | Eudald de Ripoll                                                                                               | Monestir de Santa Maria de Ripoll                                        |  |
|                                |                                                  | | Ramon Berenguer IV | Comte de Barcelona; venerat localment com a sant, sense formalització oficial, fins a la desaparició de la comunitat en 1835                            | Cenotafi; les restes foren profanades i cremades en 1835 | |                                                                          |  |
|                                | Sant Joan de les Abadesses                       | Monestir de Sant Joan de les Abadesses                                                                               | Miró de Tagamanent | Beat, canonge agustí | Sepulcre gòtic al mur de l'Epístola del presbiteri | Miró de Tagamanent                                                                                             | Monestir de Sant Joan de les Abadesses                                   |  |
|                                |                                                  | | Ambròs i Simplici, màrtirs | Sants, màrtirs | Restes desaparegudes en 1835 | | Portal del monestir de Sant Joan de les Abadesses                        |  |
| La Selva                       | Blanes                                           | Cementiri Municipal de Blanes                                                                                        | Sebastià Llorens i Telarroja | Laic, beat màrtir en 1936 | | | Santa Maria                                                              |  |
|                                | Breda                                            | Monestir de Sant Salvador                                                                                            | Relíquies de Iscle i Victòria de Còrdova | Sants, màrtirs | Donades en 1263 pel vescomte Guerau IV de Cabrera; es conservaven en una arqueta desapareguda entre 1820 i 1823. Una part, en dos bustos-reliquiari, es conserva. | Iscle i Victòria de Còrdova                                                                                    | Monestir de Sant Salvador                                                |  |
|                                | Riudellots de la Selva                           | Parròquia de Sant Esteve                                                                                             | Dalmau Ciurana | Venerable, dominic | Hi arribaren en 1859; fins al 1848, que es portaren al poble, foren al convent de Sant Domènec de Girona, en un sepulcre de pedra del claustre, on morí el frare. | Sepulcre | Parròquia de Sant Esteve                                                 |  |
| Penedès                        |                                                  | | | | | |                                                                          |  |
| Alt Penedès                    | Subirats. Ordal                                  | Cementiri de l'Ordal                                                                                                 | Josep Casas Ros | Beat, seminarista, màrtir en 1936 | En una capella del cementiri | |                                                                          |  |
|                                | Vilafranca del Penedès                           | Basílica de Santa Maria                                                                                              | Fèlix de Roma | Cos sant, màrtir de les catacumbes, patró de Vilafranca; relíquia arribada en 1699                                                                      | | Fèlix de Roma                                                                                                  | Basílica de Santa Maria                                                  |  |
| Ponent                         |                                                  | | | | | |                                                                          |  |
| Garrigues                      | Arbeca                                           | Església de Sant Jaume                                                                                               | Antoni Pedró i Minguella | Beat, prevere màrtir en 1936; a l'església des de 1960                                                                                                  | | | Església de Sant Jaume                                                   |  |
|                                | Les Borges Blanques                              | Cementiri | Pau Figuerola i Rovira Miquel Saludes i Ciuret | Beats, preveres màrtirs en 1936 | Saludes, al nínxol de la família | |                                                                          |  |
|                                | Cervià de les Garrigues                          | Cementiri | Agapit Gorgues i Manresa | Beat, prevere màrtir en 1936 | Al nínxol familiar | |                                                                          |  |
|                                | L'Espluga Calba                                  | Església | Jeroni Fàbregas i Camí | Beat, prevere màrtir en 1936 | | |                                                                          |  |
|                                | Vinaixa                                          | Cementiri | Sebastia Tarragó i Carré | Beat, prevere màrtir en 1936 | | | Cementiri                                                                |  |
| Noguera                        | Os de Balaguer                                   | Monestir de Santa Maria de Bellpuig de les Avellanes (Maristes)                                                      | 46 Maristes Màrtirs a Montcada | Beats, religiosos màrtirs en 1936 | A la capella del costat de l'Evangeli, en un sepulcre de pedra | Sepulcre | Monestir de Santa Maria de Bellpuig de les Avellanes (Maristes)          |  |
|                                | Vilanova de la Sal (Les Avellanes i Santa Linya) | Santa Maria de Vilanova                                                                                              | Joan d'Organyà | Beat | Restes portades en 1843 des del monestir de Bellpuig de les Avellanes | | Santa Maria de Vilanova                                                  |  |
| Pla d'Urgell                   | Mollerussa                                       | Cementiri | Pius Salvans i Corominas | Beat, prevere màrtir en 1936 | | |                                                                          |  |
| La Segarra                     | Cervera                                          | Capella de les Filles del Cor de Maria                                                                               | Maria Güell i Puig | Venerable, fundadora | | |                                                                          |  |
|                                |                                                  | Comunitat claretiana                                                                                                 | Miquel Palau i Vila | Servent de Déu, laic | | |                                                                          |  |
|                                | Sant Ramon                                       | Convent de Sant Ramon de Portell                                                                                     | Ramon Nonat | Sant | Les restes, fins al 1936, eren al cambril (1774); després, les que en quedaren són al cambril nou, a tocar del transsepte dret. | Ramon Nonat | Convent de Sant Ramon de Portell                                         |  |
| Segrià                         | Lleida                                           | Cementiri de Lleida                                                                                                  | Salvi Huix i Miralpeix Francesc Castelló i Aleu Sis màrtirs mercedaris, quatre màrtirs carmelites descalços Joan Cuscó i Oliver i Pere Sadurní Raventós Joan Font Taulat | Beats màrtirs de la Guerra Civil | A la fossa comuna, sota una làpida col·locada en maig de 2014 | |                                                                          |  |
|                                |                                                  | Missioneres Esclaves de l'Immaculat Cor de Maria. Casa Mare                                                          | Esperança González i Puig | Venerable, fundadora de les Missioneres Esclaves de l'Immaculat Cor de Maria                                                                            | | |                                                                          |  |
|                                |                                                  | Seu Vella de Lleida                                                                                                  | Berenguer de Peralta | Beat, no canonitzat oficialment; bisbe de Lleida | Restes perdudes des de 1707; el sepulcre era al braç nord del creuer | | Seu Vella de Lleida                                                      |  |
| Urgell                         | Tàrrega                                          | Església del Carme                                                                                                   | Dotze Carmelites Màrtirs de 1936 | Beats | 4 sacerdots, 5 clergues amb professió simple, un profés no sacerdot i dos novicis, morts el 29 de juliol de 1936 | Sepulcre | Església del Carme                                                       |  |
|                                |                                                  | Santa Maria de l'Alba                                                                                                | Ferran Saperas i Aluja | Venerable, claretià màrtir en 1936 | | |                                                                          |  |
|                                | Vallbona de les Monges                           | Santa Maria de Vallbona de les Monges                                                                                | Sança d'Aragó i Hongria | Beata, venerada a l'Orde de la Mercè | | Sança d'Aragó i Hongria                                                                                        |                                                                          |  |
|                                |                                                  | | Ramon de Vallbona | Sant, no canonitzat, venerat a la comunitat de Vallbona                                                                                                 | Les restes, en una urna al retaule del monestir, fou cremada en 1936 | |                                                                          |  |
| Terres de l'Ebre               |                                                  | | | | | |                                                                          |  |
| Baix Ebre                      | Tortosa                                          | Catedral de Tortosa                                                                                                  | Ruf de Tortosa Còrdula i Càndida de Colònia Crescenci de Tortosa | Sant llegendari Santes màrtirs Cos sant | | | Catedral de Tortosa                                                      |  |
|                                |                                                  | Germanes de la Consolació. Casa Mare                                                                                 | Maria Rosa Molas i Vallvé | Santa, fundadora | | Maria Rosa Molas i Vallvé                                                                                      | Germanes de la Consolació. Casa Mare                                     |  |
|                                |                                                  | Noviciat de la Companyia de Santa Teresa                                                                             | Enric d'Ossó Saturnina Jassà i Fontcuberta Maximina García Presa | Sant Venerable Serventa de Déu | | Sepulcre Arxivat 2015-12-22 a Wayback Machine.                                                                 | Noviciat de la Companyia de Santa Teresa                                 |  |
|                                |                                                  | Temple de la Reparació                                                                                               | Manuel Domingo i Sol | Beat, prevere | | Temple de la Reparació                                                                                         | Temple de la Reparació                                                   |  |
|                                |                                                  | | Antoni Perulles i Estivill Isidor Bover i Oliver Josep Sala i Picó Guillermo Plaza Hernández Pasqual Carda Saporta Ricard Centelles Abada Millán Garde Serrano Martín Martínez Pascual Josep Maria Peris Polo | Beats, Sacerdots Operaris, màrtirs en 1936 | | Temple de la Reparació                                                                                         |                                                                          |  |
|                                | Xerta                                            | Església de Nostra Senyora de l'Assumpció                                                                            | Relíquies de Sant Martí de Tours Relíquies de Sant Antíoc i Sant Màxim | Sant Sants màrtirs | Al relicari barroc Soterrades a l'altar Major | Relíquies de Sant Martí de Tours Relíquies de Sant Antíoc i Sant Màxim                                         | Església de Nostra Senyora de l'Assumpció                                |  |
| Catalunya Nord                 |                                                  | | | | | |                                                                          |  |
| Conflent                       | Castell de Vernet                                | Sant Martí del Canigó                                                                                                | Relíquies de Sant Galderic | Sant, laic | Fins al 1781 foren al monestir; portades llavors a la Catedral de Perpinyà, en 2008 en tornà una part. | Relíquies de Sant Galderic                                                                                     | Sant Martí del Canigó                                                    |  |
|                                | Codalet                                          | Sant Miquel de Cuixà                                                                                                 | Pere Orsèol | Sant, monjo al monestir | Restes desaparegudes | Pere Orsèol | Sant Miquel de Cuixà                                                     |  |
|                                |                                                  | | Nazari de Cuixà Flamidià del Conflent | Sants, monjos al monestir | Restes desaparegudes; eren a la Capella del Pessebre | Nazari de Cuixà Flamidià del Conflent                                                                          |                                                                          |  |
| Rosselló                       | Cotlliure                                        | Església de la Mare de Déu dels Àngels                                                                               | Vicenç de Cotlliure | Sant, màrtir | Relíquies arribades en 1700, per substituir les desaparegudes en 1642 | Vicenç de Cotlliure                                                                                            | Església de la Mare de Déu dels Àngels                                   |  |
|                                | Elna                                             | Catedral de Santa Eulàlia i Santa Júlia                                                                              | Un dels Sants Innocents | Cos sant | | | Catedral de Santa Eulàlia i Santa Júlia                                  |  |
|                                | Perpinyà                                         | Catedral de Sant Joan de Perpinyà                                                                                    | Esclarmonda de Foix i de Cardona | Beata en el si de l'Orde de la Mercè, reina consort, esposa de Jaume II de Mallorca                                                                     | Sebollida al presbiteri de la catedral | Esclarmonda de Foix i de Cardona                                                                               | Catedral de Sant Joan de Perpinyà                                        |  |
|                                |                                                  | | Galderic | Sant | Restes procedents de Sant Martí del Canigó, portades en 1781, quan se secularitzà el monestir | |                                                                          |  |
|                                |                                                  | Santa Clara de la Passió                                                                                             | Anna Maria Antigó | Beata | Se’n conserva el cos incorrupte | Cos incorrupte                                                                                                 |                                                                          |  |
| Vallespir                      | Arles                                            | Abadia de Santa Maria d'Arles                                                                                        | Abdó i Senén | Sants màrtirs | Segons una tradició, les restes foren portades de Roma al s. XI; n'hi ha altres llocs on se'n conserven els cossos d'aquests sants, a Roma, Soissons i Florència | Abdó i Senén                                                                                                   | Abadia de Santa Maria d'Arles                                            |  |
|                                | El Tec                                           | Ermita de Sant Guillem de Combret                                                                                    | Guillem de Combret | Sant, potser llegendari | Probablement, sebollit a l'ermita on visqué | | Ermita de Sant Guillem de Combret                                        |  |
| Franja de Ponent               |                                                  | | | | | |                                                                          |  |
| Llitera                        | Peralta de la Sal (Peralta i Calassanç)          | Santuari de Sant Josep de Calassanç                                                                                  | Manuel Segura, Faustino Oteiza, David Carlos de Vergara, Florentino de Felipe | Beats, màrtirs escolapis en 1936 | A la Capella dels Beats Màrtirs | Capella Arxivat 2012-06-26 a Wayback Machine.                                                                  | Santuari Arxivat 2016-10-29 a Wayback Machine.                           |  |
| Ribagorça                      | Benavarri                                        | Mare de Déu de Valldeflors (Castell)                                                                                 | Medard de Noyon | Sant, bisbe | Restes i arqueta medieval de fusta desaparegudes en 1936; l'arqueta d'argent, del s. XVII, es conserva al museu | Arqueta al museu                                                                                               |                                                                          |  |
|                                | Besians (Perarrua)                               | Església | Domènec i Gregori d'Aragó | Beats | | |                                                                          |  |
|                                | Graus                                            | Nuestra Señora de la Peña San Miguel                                                                                 | Pere Cerdà | Beat, dominic | Restes cremades en 1936; les cendres recollides després foren portades a l'església de San Miguel, a l'altar de Sant Sebastià | | Nuestra Señora de la Peña                                                |  |
|                                | Roda d'Isàvena                                   | Catedral de Roda d'Isàvena                                                                                           | Ramon de Roda | Sant, bisbe de Roda i Barbastre | | Ramon de Roda                                                                                                  | Catedral de Roda d'Isàvena                                               |  |
|                                |                                                  | | Valeri de Saragossa | Sant, bisbe de Roda i Barbastre | Part de les restes, en una arqueta que hi arribà en 1150 | Valeri de Saragossa                                                                                            |                                                                          |  |
|                                |                                                  | | Ponç de Roda | Sant, bisbe de Roda i Barbastre | Restes en lloc desconegut | | Claustre de la catedral de Roda d'Isàvena                                |  |
|                                | Sopeira                                          | Santa Maria d'Alaó                                                                                                   | Benito Latras y Loriz o Cos Sant | Venerable | Restes perdudes en 1936 | | Santa Maria d'Alaó                                                       |  |
| País Valencià                  |                                                  | | | | | |                                                                          |  |
| Alacantí                       | Alacant                                          | Cementiri Municipal                                                                                                  | Pedro Herrero Rubio | Venerable, laic | C. de la M. de Déu dels Àngels, illa D, panteó X esquerra | |                                                                          |  |
|                                |                                                  | Cocatedral de Sant Nicolau de Bari                                                                                   | Santa Felicitas | Cos sant, màrtir de les catacumbes; restes arribades en 1660 des de Roma                                                                                | Al retaule major | |                                                                          |  |
|                                |                                                  | | Sant Silvestre | Cos sant, màrtir de les catacumbes | A una capella de l'Evangeli | |                                                                          |  |
|                                |                                                  | Convent de les Caputxines                                                                                            | Úrsula Micaela Morata | Serventa de Déu, monja | | Cos incorrupte                                                                                                 |                                                                          |  |
| Alcoià                         | Alcoi                                            | Sant Jordi | Casimiro Barello Morello | Venerable, pelegrí | | Tomba |                                                                          |  |
|                                |                                                  | Sant Maur i Sant Francesc                                                                                            | Amàlia Abad i Casasempere Florencia Carols Maria Jordà | Beats, màrtirs | | | Església Arxivat 2013-07-12 a Wayback Machine.                           |  |
| Alt Palància                   | Sogorb                                           | Catedral de Sogorb                                                                                                   | Sant Fèlix | Cos sant, màrtir de les catacumbes | A una capella lateral | | Catedral de Sogorb                                                       |  |
|                                |                                                  | | Josep Maria Cases Deordal | Servent de Déu, bisbe de Sogorb | A la cripta | |                                                                          |  |
| Baix Maestrat                  | Peníscola                                        | Església de l'Ermitana                                                                                               | Suposada tomba d'Eteri de Barcelona i companys | Bisbes llegendaris | | | Església de l'Ermitana                                                   |  |
|                                | Sant Mateu                                       | Església | Sant Climent, màrtir de Roma | Cos sant, màrtir de les catacumes | En una capella lateral, al costat de l'Epístola | |                                                                          |  |
| Baix Segura                    | Oriola                                           | N. Sra. del Carmen (Germanes de la Mare de Déu del Mont Carmel)                                                      | Elisea Oliver | Venerable, fundadora | | Sepulcre |                                                                          |  |
|                                |                                                  | San Sebastián (Agustines)                                                                                            | María Juana Guillén Ramírez | Venerable | A la tercera capella del costat de l'Epístola | Sepulcre | Església                                                                 |  |
| Camp de Túria                  | Llíria                                           | Església parroquial de l'Assumpció                                                                                   | Joan Baptista Faubel Cano | Beat, màrtir en 1936 | | Urna amb les restes                                                                                            | Església parroquial de l'Assumpció                                       |  |
| Canal de Navarrés              | Énguera                                          | Església parroquial de Sant Miquel Arcàngel                                                                          | José Aparicio Sanz | Beat, prevere, màrtir en 1936 | | | Església parroquial de Sant Miquel Arcàngel                              |  |
| Comarca de València            | València                                         | Casa-llar Sant Eugeni (Filles de la Caritat)                                                                         | 13 germanes màrtirs | Beates, màrtirs en 1936 | | Sepulcre |                                                                          |  |
|                                |                                                  | Catedral de València                                                                                                 | Braç de Vicenç d'Osca | Sant, màrtir, patró de la ciutat | A la girola del temple. Portat en 1970 des de Bari, on l'havia portat al s. XVI un bisbe valencià | Braç de Vicenç d'Osca                                                                                          | Catedral de València                                                     |  |
|                                |                                                  | | Lluís de Nàpols | Sant, bisbe | | Urna amb les relíquies                                                                                         |                                                                          |  |
|                                |                                                  | | Crani i ossos de Tomàs de Villanueva (Tomás García Martínez) | Sant, bisbe | A la capella del sant; al terra hi ha la tapa de l'antic sepulcre, en pedra, i al retaule, els reliquiaris i urna amb les restes | Crani i ossos de Tomàs de Villanueva (Tomás García Martínez) · Làpida del sepulcre                             |                                                                          |  |
|                                |                                                  | | Marcelino Olaechea Loizaga | Servent de Déu, bisbe | A la capella de Sant Tomàs de Villanueva | |                                                                          |  |
|                                |                                                  | | Nicolau Factor | Beat, frare franciscà | A la capella del sant; fins a 1835 al Convent de Santa Maria de Jesús de València | |                                                                          |  |
|                                |                                                  | | Un dels Sants Innocents | | A la capella de les relíquies; arribat en 1437 | |                                                                          |  |
|                                |                                                  | | Màrtirs valencians de 1936 | Beats | A la capella de Sant Jacint Castañeda: urna d'argent, a l'altar, amb relíquies de diversos màrtirs | Urna |                                                                          |  |
|                                |                                                  | Cementiri | Maria del Sufragi Orts Baldo Maria Dolors Llimona i Planas Teresa Duart Roig Elisabet Ferrer i Sabrià Assumpció Mongoche Homs Concepció Martí Local Maria Gràcia de Sant Antoni Cor de Jesús Gómez Vives Maria del Socors Jiménez Baldoví Maria Dolors Surís i Brusola Ignàcia Pascual Pallardó Rosario Calpe Ibáñez Maria Pau López García Marcela de Santo Tomás Navarro María del Calvario Romero Clariana Maria del Refugi Rosat Balasch | Beates, Germanes de la Doctrina Cristiana, màrtirs en 1936                                                                                              | Al nínxol de la Congregació de les Germanes de la Doctrina Cristiana | |                                                                          |  |
|                                |                                                  | Clarisses Caputxines                                                                                                 | Milagros Ortells Gimeno | Beata, monja, màrtir en 1936 | | |                                                                          |  |
|                                |                                                  | Col·legi N. Sra. del Pilar (Maristes)                                                                                | Faustino Pérez-Manglano | Venerable, laic | A la capella | Faustino Pérez-Manglano                                                                                        |                                                                          |  |
|                                |                                                  | Col·legi del Corpus Christi                                                                                          | Joan de Ribera | Sant | A la Capella de la Santíssima Trinitat | | Col·legi del Corpus Christi                                              |  |
|                                |                                                  | | Maure màrtir Bernat, Gràcia i Maria d'Alzira | Sants | | Urna de S. Maure                                                                                               |                                                                          |  |
|                                |                                                  | Esclaves de Maria Immaculada. Casa Mare                                                                              | Joana Maria Condesa | Beata, fundadora de les Esclaves de Maria Immaculada | | Sepulcre Arxivat 2021-08-30 a Wayback Machine.                                                                 |                                                                          |  |
|                                |                                                  | Germanes Adoratrius Esclaves del S. Sagrament Gran Via del Marquès del Túria, 43                                     | Maria Miquela del Santíssim Sagrament | Santa | | Sepulcre Arxivat 2021-08-30 a Wayback Machine.                                                                 | Església Arxivat 2016-03-13 a Wayback Machine.                           |  |
|                                |                                                  | Germanetes dels Ancians Desemparats. Casa Mare                                                                       | Teresa Jornet i Ibars | Santa, fundadora | En una capella lateral | Sepulcre | Casa mare Arxivat 2016-02-15 a Wayback Machine.                          |  |
|                                |                                                  | | Saturnino López Novoa | Venerable, fundador | En la cripta, sota l'altar major | Sepulcre Arxivat 2021-08-30 a Wayback Machine.                                                                 |                                                                          |  |
|                                |                                                  | Sant Esteve | Lluís Bertran | Sant, dominic | Hi havia el cos incorrupte, però fou destruït en 1936: només en queda un radi; altres petites relíquies són a la catedral | | Sant Domènec                                                             |  |
|                                |                                                  | Sant Nicolau | Gaspar de Bono | Beat, frare mínim | Restes portades en 1835 des de l'església de Sant Sebastià; a la capella de Sant Rafael Arcàngel i del Beat Gaspar Bono, al costat de l'Evangeli, en una urna de l'altar | Gaspar de Bono                                                                                                 | Sant Nicolau                                                             |  |
|                                |                                                  | Sant Tomàs i Sant Felip Neri                                                                                         | Lluïsa Saragossà i Juan | Venerable | | |                                                                          |  |
|                                |                                                  | Santa Maria de Jesús (Franciscans)                                                                                   | Nicolau Factor | Beat, franciscà | Restes en una urna, procedents del cos que es va conservar fins al 1936 | Altar amb l'urna                                                                                               |                                                                          |  |
|                                | Benimàmet (València)                             | Col·legi Ave Maria (casa mare de les Operàries del Diví Mestre)                                                      | Miquel Fenollera i Roca | Servent de Déu, fundador | Al terra de la capella | Tomba | Església del col·legi                                                    |  |
|                                | Massarrojos (València)                           | Església de l'Assumpció                                                                                              | Josep Bau Burguet | Venerable, prevere | | Tomba Arxivat 2017-02-14 a Wayback Machine.                                                                    |                                                                          |  |
| La Costera                     | Xàtiva                                           | Església de la Mercè i Santa Tecla                                                                                   | Andreu Garrido Perales (Pare Presentat) Maria Climent i Mateu | Servent de Déu, mercedari Beata, laica, màrtir en 1939                                                                                                  | Restes de Garrido, profanades en 1936 | | Església de la Mercè i Santa Tecla                                       |  |
|                                |                                                  | La Seu | Manuel Casesnoves Soler Adela Soldevila Galiana | Servents de Déu, matrimoni | | | La Seu                                                                   |  |
|                                |                                                  | | Gonçal Vinyes i Massip | Beat, canonge màrtir | | Gonçal Vinyes i Massip                                                                                         |                                                                          |  |
|                                |                                                  | | Francesc Ibáñez Ibáñez | Beat, prevere màrtir | | Francesc Ibáñez Ibáñez                                                                                         |                                                                          |  |
| Horta Nord                     | El Puig                                          | Santa Maria del Puig                                                                                                 | Pere d'Amer Joan Gilabert Jofré | Venerats com a sant i beat a l'Orde de la Mercè | | Pere d'Amer Joan Gilabert Jofré · Sepulcre de Fra Joan Gilabert                                                | Santa Maria del Puig                                                     |  |
|                                | Montcada                                         | Convent de les Germanes Franciscanes de la Immaculada                                                                | Francesca de la Concepció Francisca Pascual Domènech | Venerable, fundadora | | |                                                                          |  |
|                                |                                                  | Institut de les Obreres de la Creu                                                                                   | Vicent Garrido Pastor | Venerable, fundador | | | Institut                                                                 |  |
|                                | Rocafort                                         | Cementiri | Juan José Barcia Goyanes | Servent de Déu, laic | | |                                                                          |  |
|                                | Vinalesa                                         | Cementiri. Cripta dels Caputxins                                                                                     | Josep Ample Alcaide (Aureli de Vinalesa) | Beat, caputxí, màrtir en 1936 | | |                                                                          |  |
| Horta Oest                     | Manises                                          | Sant Joan Baptista                                                                                                   | Santa Fèlix Salvador Mollar Ventura Vicent Vilar i David | Cos sant, màrtir de les catacumbes Beat, franciscà, màrtir en 1936 Beat laic, màrtir en 1936                                                            | | | Sant Joan Baptista                                                       |  |
|                                | Mislata                                          | Nostra Senyora al Peu de la Creu                                                                                     | María Guadalupe Ricart Olmos | Beata, servita màrtir en 1936 | | |                                                                          |  |
|                                |                                                  | Sagrat Cor (Casa general de les Germanes de la Doctrina Cristiana)                                                   | Teresa Jiménez Baldoví Gertrudis Surís Brusola i catorze germanes més | Beates, màrtirs en 1936 | | | Església                                                                 |  |
| Marina Alta                    | Benissa                                          | Convent dels Pares Franciscans                                                                                       | Humil Sòria | Servent de Déu, franciscà | A l'església | |                                                                          |  |
|                                | Dénia                                            | Església de l'Assumpció                                                                                              | Pere Esteve i Puig | Servent de Déu, franciscà | Restes portades des de València en 1839 | Pere Esteve i Puig                                                                                             | Església de l'Assumpció                                                  |  |
|                                | Massamagrell                                     | Casa de les Terciàries Caputxines                                                                                    | Lluís d'Amigó i Ferrer Francesca Xavier de Rafelbunyol | Venerable fundador i beata màrtir | | | Convent                                                                  |  |
|                                |                                                  | Església dels Caputxins (Convent de la Magdalena)                                                                    | Francisco Simón y Rodenas | Venerable, caputxí i bisbe | | |                                                                          |  |
|                                | El Poble Nou de Benitatxell                      | Santa Maria Magdalena                                                                                                | Plàcid Garcia Gilabert | Beat, franciscà, màrtir en 1936 | | | Santa Maria Magdalena                                                    |  |
|                                | Xàbia                                            | Convent de les Agustines Descalces                                                                                   | Maria de Jesús Gallart | Venerable | El cos incorrupte va desaparèixer en la Guerra Civil | |                                                                          |  |
| Plana Alta                     | Castelló de la Plana                             | Col·legi de la Mare de Déu de la Consolació (Religioses de la Consolació)                                            | María Teresa González Justo | Venerable, religiosa | | | Col·legi Arxivat 2016-10-24 a Wayback Machine.                           |  |
| Plana Baixa                    | La Vall d'Uixó                                   | Església de l'Àngel Custodi                                                                                          | Recared Centelles Abad | Beat, prevere i màrtir | Cos incorrupte; fins al 2009 a l'església de la Reparació de Tortosa | Recared Centelles Abad                                                                                         | Església de l'Àngel Custodi                                              |  |
|                                | Vila-real                                        | Sant Francesc | Pascual Fortuño Almela | Beat, franciscà, màrtir en 1936 | | | Sant Francesc                                                            |  |
|                                |                                                  | Santuari de Sant Pasqual Bailón                                                                                      | Pasqual Bailón | Sant | Sepulcre de Vicent Llorens, de 1992, per substituir-ne el destruït en 1936; les restes desaparegueren llavors | Fotografia del sepulcre antic                                                                                  | Santuari de Sant Pasqual Bailón                                          |  |
| Plana d'Utiel                  | Requena                                          | Casa-asil de les Germanetes dels Ancians Desemparats                                                                 | Josefa Ruano García Dolors Puig i Bonany | Beates, religioses màrtirs en 1936 | | Sepulcre |                                                                          |  |
| Racó d'Ademús                  | Ademús                                           | Parròquia | Generosa d'Ademús | Santa, màrtir | A la Capella de la Comunió | | Parròquia                                                                |  |
| Ribera Alta                    | Algemesí                                         | Fons Salutis (Cistercenques)                                                                                         | Maria Miquela Baldoví i Trull Nativitat Medes Ferrís | Beates, màrtirs en 1936 | Al cor de l'església | Tomba | Monestir                                                                 |  |
|                                |                                                  | Missioneres de la Divina Providència. Casa Mare                                                                      | Bernat Asensi Cubells | Servent de Déu, fundador | | | Casa mare de les Missioneres de la Divina Providència                    |  |
|                                |                                                  | Sant Jaume | Josepa Naval i Girbés | Beata | | Josepa Naval i Girbés                                                                                          | Sant Jaume                                                               |  |
|                                |                                                  | | Josep Ramon Ferragut Girbés, Josep Medes Ferrís i Josep Ramon Pascual Ferrer Botella | Beats, màrtirs en 1936 | Tomba | |                                                                          |  |
|                                |                                                  | Sant Pius X. Capella del Sagrament                                                                                   | Maria Teresa Ferragut Roig i les filles M. Jesús, Verònica, M. Felicitat i Purificació Masia Ferragut | Beates, màrtirs en 1936 | | Altar amb les restes Sepulcre                                                                                  | Església                                                                 |  |
|                                | Carlet                                           | Ermita de Sant Bernat                                                                                                | Bernat, Gràcia i Maria d'Alzira | Sants, màrtirs | Part de les relíquies dels sants; l'altra part, a València (Corpus Christi) | Fotografia antiga de les relíquies                                                                             | Ermita de Sant Bernat                                                    |  |
|                                |                                                  | Germanes de la Doctrina Cristiana. Casa Mare                                                                         | Miquela Grau | Serventa de Déu, fundadora de les Germanes de la Doctrina Cristiana                                                                                     | | |                                                                          |  |
| La Safor                       | Gandia                                           | Institut de Religioses de Sant Josep. Capella (C. P. Gomar)                                                          | Fidela Oller i Angelat Josefa Monrabal Montaner | Beates, religioses màrtirs en 1936 | | Capella amb el sepulcre Sepulcre                                                                               |                                                                          |  |
| Vall d'Albaida                 | Aielo de Malferit                                | Cementiri | Enric Joan Requena | Beat, sacerdot i màrtir en 1936 | | |                                                                          |  |
|                                | Benigànim                                        | Convent de la Puríssima Concepció                                                                                    | Agnès de Benigànim (Josepa de Santa Agnès) | Beata | El cos incorrupte va desaparèixer en la Guerra Civil; les relíquies que se'n conserven són a una urna amb la imatge en cera de la monja | Sepulcre | Convent Arxivat 2012-06-15 a Wayback Machine.                            |  |
|                                | Ontinyent                                        | Sant Carles | Encarnació Gil Valls | Serventa de Déu, màrtir | | | Església Arxivat 2011-09-14 a Wayback Machine.                           |  |
| Vinalopó Mitjà                 | Elda                                             | Santa Anna | Arcàngela Badosa i Cuatrecasas | Venerable, monja | | Sepulcre |                                                                          |  |
|                                | Novelda                                          | Col·legi de S. Maria Magdalena (Carmelites Missioneres Teresianes)                                                   | Teresa Mira García | Venerable, religiosa | | Sepulcre |                                                                          |  |